# Aeroportul Internațional Syracuse Hancock
Aeroportul Internațional Syracuse Hancock (IATA: SYR, ICAO: KSYR, FAA LID: SYR) este un aeroport din New York, Statele Unite ale Americii ce deservește zona Syracuse⁠(d). Aeroportul a fost tranzitat în 2019 de 2.543.744 de pasageri. A fost deschis în 1928 și numit după zona deservită.
Situat la o altitudine de 128 m, aeroportul dispune de 2 piste.

## Infrastructură

### Piste
Aeroportul dispune de 2 piste. Pista 10/28 are suprafața de asfalt și dimensiunile 9.003 picioare × 150 picioare. Pista 15/33 are suprafața de asfalt și dimensiunile 7.500 picioare × 150 picioare. 